# The Rubes and the Bunco Men
The Rubes and the Bunco Men è un cortometraggio muto del 1909 diretto da Gilbert M. 'Broncho Billy' Anderson.

## Produzione
Il film fu prodotto dalla Essanay Film Manufacturing Company. Venne girato negli Essanay Studios - 1333-45 W. Argyle Street di Chicago, città dove la casa di produzione aveva la sua sede principale.

## Distribuzione
Distribuito dall'Essanay Film Manufacturing Company, il film - un cortometraggio lungo 131 metri - uscì nelle sale cinematografiche USA il 14 aprile 1909. Nelle proiezioni, veniva programmato con il sistema dello split reel, accorpato in un'unica bobina con un altro cortometraggio prodotto dall'Essanay, The Chaperone.